# Easy on Me
«Easy on Me» es una canción compuesta e interpretada por la cantautora británica Adele para su cuarto álbum de estudio, 30 (2021). El tema fue lanzado al mercado musical el 15 de octubre de 2021 a través de Columbia Records como el sencillo principal de dicho disco. El tema marca su retorno a la industria musical después de más de cinco años de inactividad. Adele escribió la canción junto a Greg Kurstin, quien también estuvo a cargo de la producción. Una balada de producción minimalista, «Easy on Me» expresa temas de nostalgia, arrepentimiento y perdón. La letra de la canción representa la súplica de Adele a su hijo, pidiéndole que sea paciente con ella y sus problemas posteriores al divorcio.
Tras su lanzamiento, «Easy on Me» recibió comentarios positivos por parte de los críticos de la música, elogiando su letra conmovedora y su voz sentimental, aunque algunos opinaron que la canción no coincidía con la altura de sus sencillos anteriores. El vídeo musical se estrenó el mismo día de lanzamiento del sencillo y fue dirigido por el cineasta canadiense Xavier Dolan. Comercialmente, la canción obtuvo récords de mayor cantidad de reproducciones de una canción en un día en las plataformas de música vía streaming de Spotify y Amazon Music. En 2022 «Easy on Me» obtuvo el premio a canción del año en los Premios Brit y en 2023 ganó por mejor interpretación pop solista en la 65.ª edición de los Premios Grammy.

## Antecedentes y promoción
A partir del 1° de octubre de 2021, aparecieron varios carteles y vallas publicitarias del número «30» en importantes monumentos y edificios en diferentes ciudades del mundo. A causa de esto, se especuló que todo estaba vinculado en gran medida al título del próximo álbum de estudio de Adele. El 4 de octubre, el sitio web de la cantante y sus cuentas oficiales en redes sociales se actualizaron por primera vez en meses. Al día siguiente, la cantante publicó un adelanto de la canción y su video musical a través de un clip instrumental que difundió en sus redes sociales. Durante una entrevista con la revista Vogue, Adele contó que trabajó con Greg Kurstin en la canción, quien estuvo a cargo de la producción.

## Vídeo musical
El vídeo musical de «Easy on Me» se filmó del 15 al 16 de septiembre de 2021 en Quebec y fue dirigido por el cineasta Xavier Dolan quien previamente ya había trabajado con Adele en el vídeo musical de su canción «Hello». El rodaje tuvo lugar en el Chemin Jordan y el Domaine Dumont Chapelle Ste-Agnès en la ciudad de Sutton, ubicada en el suroeste de Quebec.

## Recepción

### Comentarios de la crítica
Tras su lanzamiento, «Easy on Me» recibió comentarios positivos por parte de los críticos musicales. Neil McCormick de The Daily Telegraph calificó a la canción como un «sencillo de regreso audaz», contrastando «Easy on Me» que tiene un arreglo simple de piano con la producción de una balada poderosa como «Hello». Le otorgó a la canción una calificación de cinco estrellas de cinco, escribiendo "...Adele posee la voz que atraviesa en lo más profundo en el alma del mundo y canta con todo su corazón en esta canción." El escritor de Evening Standard, Jochan Embley, elogió «Easy on Me» por su piano melancólico, su elegante voz y sus melodías «armoniosas». Embley agrega que la canción es un testimonio de la resistencia de Adele a las tendencias de la música pop, manteniéndose fiel a su estilo. Por otra parte, Nick Levine de NME dijo: «Adele nunca ha sonado mejor» como en «Easy on Me», haciendo un regreso con una «pieza de balada clásica de Adele».

### Resultados comerciales
«Easy on Me» salió al mercado musical el 15 de octubre de 2021 mediante el sello discográfico de Columbia Records. Tras su lanzamiento, la canción rompió el récord de la canción más reproducida en un solo día en Spotify con más de 24 millones de reproducciones globales, así como también el récord de la canción más reproducida en una sola semana con 84.3 millones de reproducciones. Asimismo, rompió dos récords más en Amazon Music, el primero con la mayor cantidad de reproducciones en su primer día a nivel mundial y el segundo con la mayor cantidad de solicitudes de reproducción a Alexa durante el primer día para cualquier canción en toda la historia de dicha plataforma.

### Premios y nominaciones
| Año  | Organización/Ceremonia de premiación | Categoría                        | Resultado | Ref.   |
| ---- | ------------------------------------ | -------------------------------- | --------- | ------ |
| 2021 | People's Choice Awards               | Canción del año 2021             | Nominada  | [ 19 ] |
| 2021 | People's Choice Awards               | Video musical del año 2021       | Nominada  | [ 19 ] |
| 2022 | Premios Brit                         | Canción del año                  | Ganadora  | [ 20 ] |
| 2022 | Premios Juno                         | Vídeo del año                    | Ganadora  | [ 21 ] |
| 2022 | MTV Video Music Awards               | Canción del año                  | Nominada  | [ 22 ] |
| 2023 | Premios Grammy                       | Grabación del año                | Nominada  | [ 23 ] |
| 2023 | Premios Grammy                       | Canción del año                  | Nominada  | [ 23 ] |
| 2023 | Premios Grammy                       | Mejor interpretación pop solista | Ganadora  | [ 23 ] |
| 2023 | Premios Grammy                       | Mejor video musical              | Nominada  | [ 23 ] |

## Posicionamiento en listas
| País           | Lista certificadora            | Mejor posición |
| -------------- | ------------------------------ | -------------- |
| Alemania       | GfK Entertainment Charts       | 1              |
| Argentina      | Argentina Hot 100 (Billboard)  | 45             |
| Argentina      | Top 20 monitorLATINO AR        | 2              |
| Australia      | ARIA                           | 1              |
| Austria        | Ö3 Austria Top 40              | 1              |
| Bélgica        | Ultratop 50 Singles (Flandes)  | 1              |
| Canadá         | Canadian Hot 100 (Billboard)   | 1              |
| España         | PROMUSICAE                     | 12             |
| Estados Unidos | Billboard Hot 100              | 1              |
| Estados Unidos | Adult Contemporary (Billboard) | 1              |
| Francia        | SNEP                           | 2              |
| India          | IMI                            | 9              |
| Irlanda        | IRMA                           | 1              |
| Italia         | FIMI                           | 1              |
| Lituania       | AGATA                          | 1              |
| Noruega        | VG-lista                       | 1              |
| Nueva Zelanda  | Recorded Music NZ              | 1              |
| Países Bajos   | Nederlandse Top 40             | 1              |
| Reino Unido    | UK Singles Chart               | 1              |
| Uruguay        | Monitor Latino                 | 15             |

## Historial de lanzamiento
| Región         | Fecha                 | Formato(s)                   | Discográfica | Ref.   |
| -------------- | --------------------- | ---------------------------- | ------------ | ------ |
| Mundialmente   | 15 de octubre de 2021 | Descarga digital · streaming | Columbia     |        |
| Estados Unidos | 18 de octubre de 2021 | Adult contemporary radio     | Columbia     | [ 44 ] |